# Коржинкольський сільський округ (Федоровський район)
Коржинко́льський сільський округ (каз. Қоржынкөл ауылдық округі, рос. Коржинкольский сельский округ) — адміністративна одиниця у складі Федоровського району Костанайської області Казахстану. Адміністративний центр — село Лісне.
Населення — 1089 осіб (2021; 1433 у 2009, 2557 у 1999, 4153 у 1989).
Станом на 1989 рік існували Коржинкольська сільська рада (села Березовка, Костичевка, Озерне, селище Лісний) та Українська сільська рада (села Дмитрієвка, Домбарка, Дубровка, Малоросійка). Село Костичевка ліквідовано 2009 року, села Дмитрієвка, Домбарка та Озерне були ліквідовані 2006 року. 2011 року до складу округу включена територія ліквідованого Українського сільського округу.

## Склад
До складу округу входять такі населені пункти:
| Населений пункт   | Старі назви | Населення, осіб (1989) | Населення, осіб (1999) | Населення, осіб (2009) | Населення, осіб (2021) |
| ----------------- | ----------- | ---------------------- | ---------------------- | ---------------------- | ---------------------- |
| Березовка, село   | -           | 372                    | 266                    | 219                    | 204                    |
| Дмитрієвка, село  | -           | 296                    | 145                    | -                      | -                      |
| Домбарка, село    | -           | 102                    | 59                     | -                      | -                      |
| Дубровка, село    | -           | 462                    | 452                    | 118                    | 90                     |
| Костичевка, село  | -           | 362                    | 168                    | 32                     | -                      |
| Лісне, село       | Лісний      | 1031                   | 753                    | 676                    | 678                    |
| Малоросійка, село | -           | 1353                   | 918                    | 388                    | 117                    |
| Озерне, село      | -           | 175                    | 80                     | -                      | -                      |